# Grămești
Grămești est une commune du județ de Suceava en Roumanie.